# Lepanus ustulatus
Lepanus ustulatus là một loài bọ cánh cứng trong họ Bọ hung (Scarabaeidae).